# Cees van Leeuwen (1786-1841)
Cornelis (Cees/Kees) van Leeuwen (Moerkapelle, gedoopt 10 september 1786 - Utrecht, 2 januari 1841) was de oprichter van een Utrechtse schouwburg, en exploitant van meerdere gelegenheden en organisator van diverse culturele activiteiten in die stad.
Van Leeuwen was al vroeg actief in de stad Utrecht en had onder meer rond 1810 een dansschool. In 1821 kon hij op het Vredenburg een schouwburg openen. In 1823 begon hij een koffiehuis met openbare tuin in de Kruisstraat. Toen hij in 1828 huurder werd van het nabijgelegen park, begon hij daar tevens met zomerse activiteiten en liet er onder meer een houten concertgebouw bouwen. Het park raakte bekend als den Tuin van C. van Leeuwen, maar zelf gaf hij het de naam park Tivoli. Twee jaar voor zijn dood in 1841 namen zijn twee oudste dochters tot 1842 de huur en activiteiten voor het park over.
De schouwburg van Van Leeuwen zou tot de opening van de nieuwe stadsschouwburg op het Lucasbolwerk in 1941 in (verbouwde vorm) blijven bestaan. Via diverse omwegen is daarnaast indirect het huidige poppodium Tivoli voortgekomen uit Van Leeuwens activiteiten.